# Ornithophilie

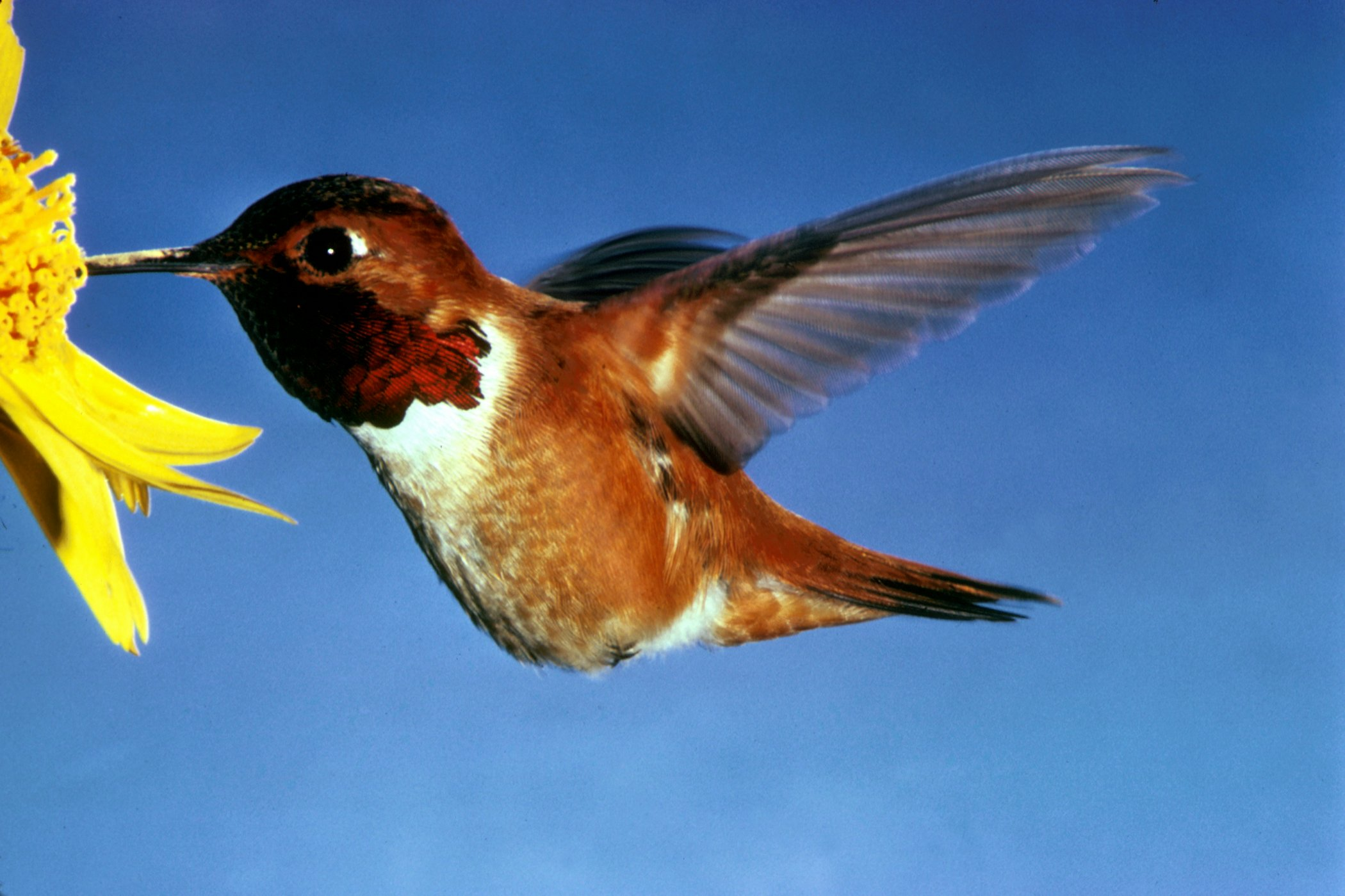
Eine Rotrücken-Zimtelfe (Selasphorus rufus) beim Bestäuben

Ornithophilie (altgriechisch ὄρνῑθ- órnῑth-, Stamm von ὄρνις órnis „Vogel“ sowie φίλος phílos „liebend“, entspr. „Vogelliebe“) nennt man die Anpassung von Blumen, den Vogelblumen, an die Bestäubung durch Vögel. Diese Form der Bestäubung kommt vorwiegend in den Tropen und Subtropen vor und tritt in den meisten tierbestäubten Pflanzenfamilien der Tropen auf. Die zahlenmäßig größten Familien der Blumenvögel sind die Kolibris in der Neuen sowie die Nektarvögel und Honigfresser in der Alten Welt.

## Merkmale

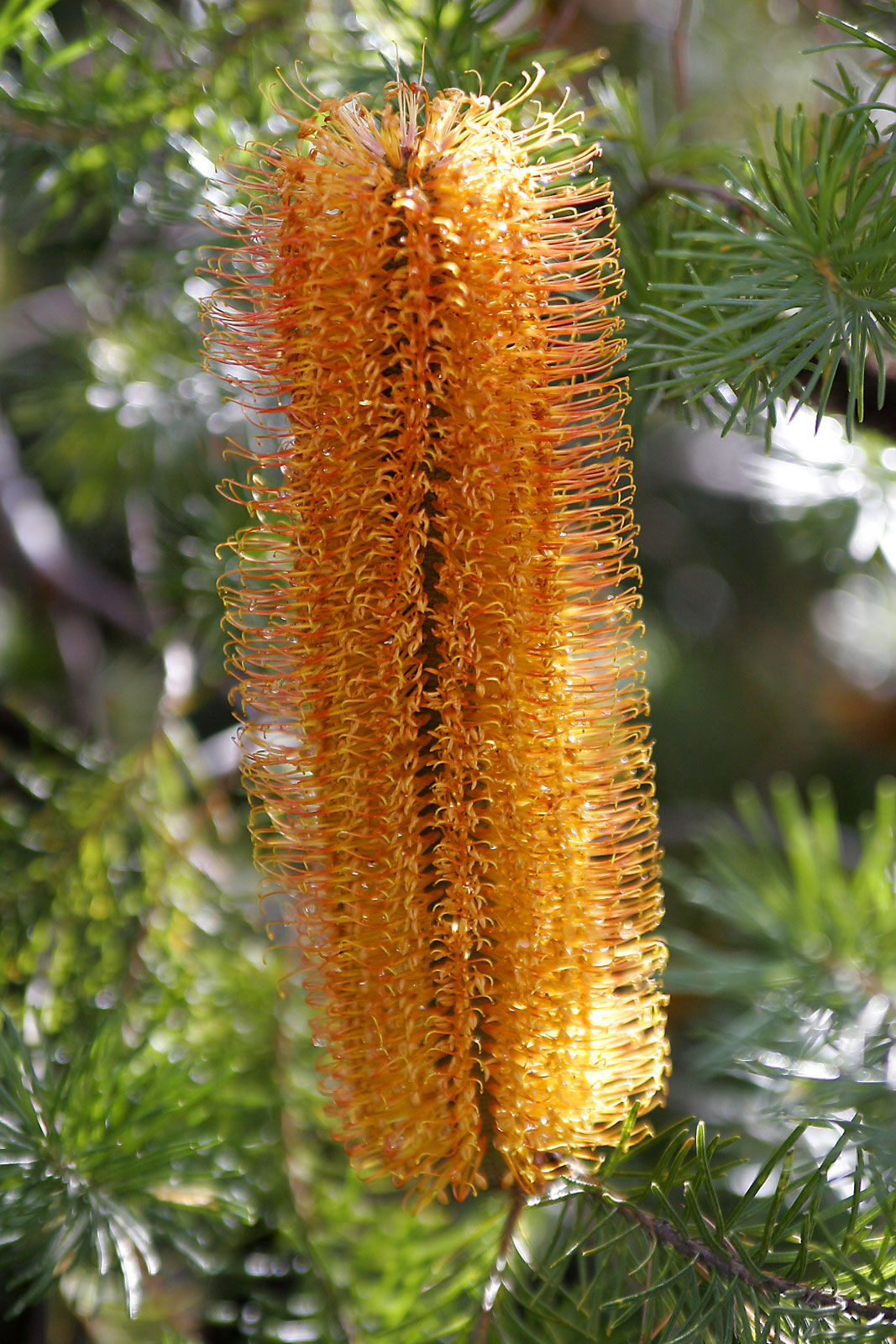
Blütenstand von Banksia ericifolia

Bei den Pflanzen äußert sich die Anpassung durch folgendes Vogelblumen-Syndrom:
- Die Blumen sind oft große und robuste Blüten bzw. Blütenstände. Vorwiegend sind es Röhren-, Rachen-, Glocken-, Pinsel- und Fahnenblumen. Häufig bieten sie keine Landemöglichkeit, dann erfolgt die Bestäubung im Schwirr- oder Rüttelflug.
- Die Blütenfarbe ist meist rot, häufig mit Rot-Schwarz-Kontrast. Daneben gibt es blau, gelb oder grün, immer jedoch leuchtend.
- Der Duft ist schwach oder fehlt.
- Der Nektar ist verschieden tief verborgen. Die Nektarproduktion ist hoch, findet überwiegend tagsüber statt, wobei der Zuckergehalt häufig gering ist.

Die Blumenvögel haben einen schmalen, langen, geraden oder gebogenen Schnabel. Die Zunge ist tief gespalten, rinnenförmig oder röhrig, ihr Ende ist häufig pinselförmig oder fransig. Die Nektaraufnahme und Bestäubung erfolgt im Flug oder sie brauchen eine Sitzgelegenheit auf Blütenteilen, Blättern oder Zweigen. Der Pollen wird meist am Kopf, seltener am Schnabel oder an den Füßen übertragen.
Eine Besonderheit wurde bei südamerikanischen Tangaren (Sperlingsvögel) beobachtet, die Blüten der Gattung Axinaea (Schwarzmundgewächse) besuchen. Diese Vögel trinken keinen Nektar, sondern fressen Teile der Staubblätter der Blüten. Hierdurch aktivieren sie ein „Blasebalg-Organ“ im Staubblatt, mit der Folge, dass ihr Kopf von einer Pollenwolke eingestäubt wird. Besucht ein Vogel danach eine andere Blüte, um ein weiteres Staubblatt zu verzehren, kommen die an ihm haftenden Pollen mit der Blüten-Narbe in Berührung, so dass die Bestäubung zustande kommt.

## Amerika
In Amerika gibt es einige Vogelfamilien, die Blumenvögel sind:
- Die Kolibris (Trochilididae) kommen von Alaska bis Feuerland vor und bestäuben beispielsweise Fuchsien (Fuchsia), manche Kakteen (Schlumbergera), Kardinalslobelie (Lobelia cardinalis), Amerikanische Klettertrompete (Campsis radicans). Sie nehmen den Nektar im Schwirrflug auf.
- Die Zuckervögel (Coerebidae) und manche Vertreter der Stärlinge (Icteridae) bestäuben Pflanzen in Mittel- und Südamerika.

## Alte Welt

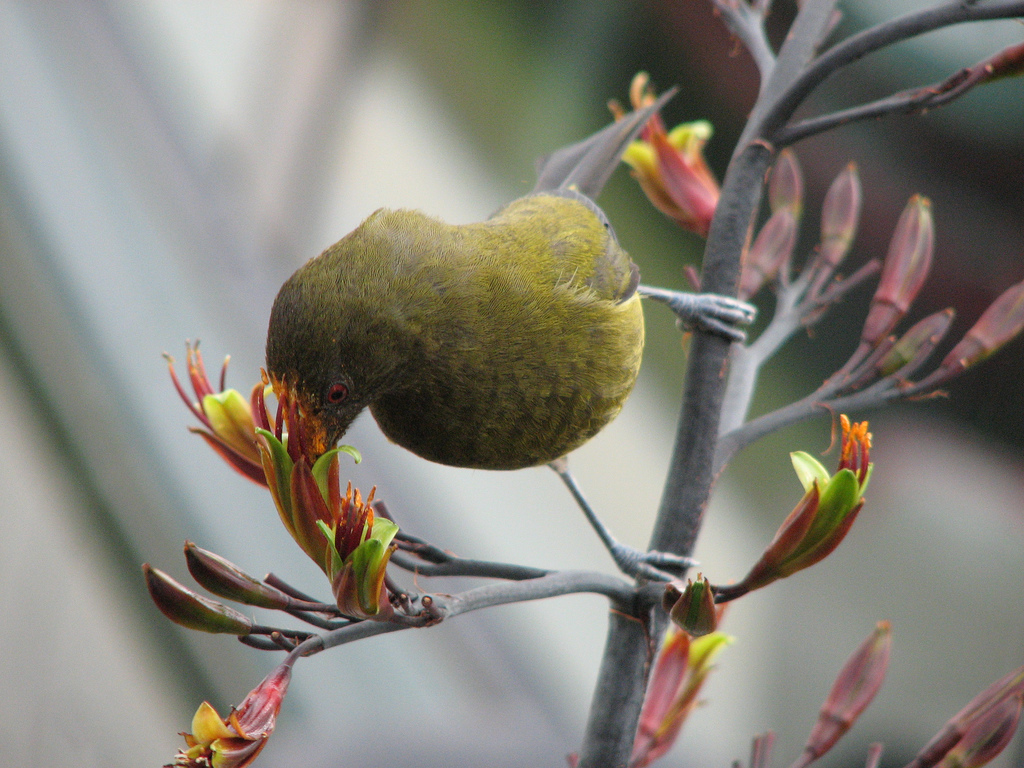
Glockenhonigfresser (Anthornis melanura)

Die Nektarvögel (Nectariniidae) in Afrika, Südasien und Australien sowie die Honigfresser (Meliphagidae) in Australien in auf den Pazifikinseln sind die wichtigsten Blumenvögel der Alten Welt. Sie bestäuben in Afrika etwa die Paradiesvogelblume (Strelitzia reginae) und rotblühende Aloe-Arten. Im tropischen China bestäuben Nektar- und Sonnenvögel altertümliche Hamamelidaceae (Zaubernussgewächse), und Honigfresser bestäuben in Australien viele Proteaceen wie die artenreichen Gattungen Banksia und Grevillea, sowie die Myrtengewächse (Myrtaceae). Diese haben Pinsel- bzw. Bürstenblumen, die auch von Kletterbeuteltieren besucht werden. Callistemon und Melaleuca etwa haben Zylinderbürsten. Die Rasierpinselblumen von Eucalyptus werden von den Pinselzungenpapageien (Trichoglossidae) bestäubt. Die Brillenvögel (Zosteropidae) bestäuben vorwiegend Leptospermum und Akazien (Acacia). Die indomalaiischen und australischen Blütenpicker (Dicaeidae) bestäuben Bauhinia, die Panthervögel (Pardalotidae) Eukalypten und Akazien. Die auf Hawaii endemischen Kleidervögel (Drepanididae) sind eng an die ebenfalls endemischen Lobelien (Lobelia) gebunden.

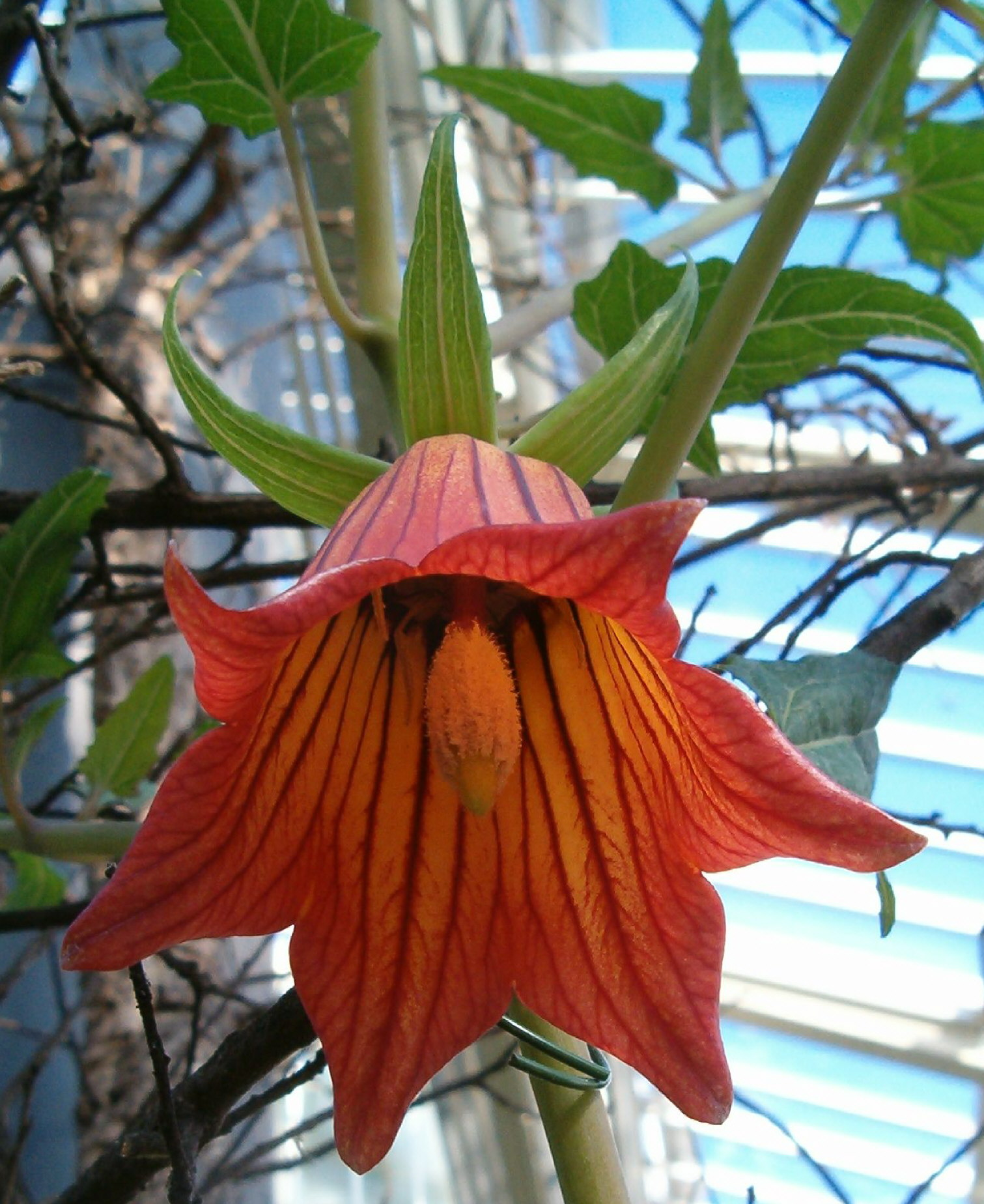
Kanaren-Glockenblume

In Europa und Nordafrika gibt es keine Blumenvögel. Auf den Kanarischen Inseln gibt es jedoch zwei Pflanzenarten mit Vogelblumensyndrom: Kanaren-Glockenblume (Canarina canariensis) und Kanarischer Fingerhut (Isoplexis canariensis), allerdings keine ausgewiesenen Blumenvögel. Die beiden Arten gelten als Relikte des tertiären Lorbeerwaldes, die ursprünglichen Bestäuber dürften im Laufe der Eiszeiten ausgestorben sein. Diese ökologische Nische wurde bei der Kanaren-Glockenblume durch eine Unterart des Zilpzalp (Phylloscopus collybita canariensis) und eine Brillengrasmücke (Sylvia conspicillata orbitalis) ausgefüllt, beim Kanarischen Fingerhut von der Samtkopf-Grasmücke (Sylvia melanocephala leucogastre).

## Paläontologische Belege
Im Mai 2014 veröffentlichten Wissenschaftler des Forschungsinstitutes Senckenberg die Beschreibung des fossilen Vogels Pumiliornis tessellatus aus der Grube Messel, in dessen gut erhaltenem Mageninhalt große Mengen unterschiedlichen Blütenpflanzen-Pollens nachgewiesen wurden. Die Skelett-Anatomie des 47 Millionen Jahre alten Vogels lasse den Schluss zu, dass es sich bei ihm um ein nektarsaugendes Tier gehandelt habe und dass der Pollen nicht auf anderem Wege in den Magen gelangt sei. Der Fund gilt daher als bislang ältester Beleg für Ornithophilie. Die nächstjüngeren Belege für fossile Blütenbestäuber stammen aus dem frühen Oligozän und sind rund 30 Millionen Jahre alt.